# Kanton Rivière-Pilote
Kanton Rivière-Pilote (francouzsky Canton de Rivière-Pilote) byl francouzský kanton v departementu Martinik v regionu Martinik. Nacházela se v něm pouze obec Rivière-Pilote. Zrušen byl v roce 2015.